# Oideterus elegans
Oideterus elegans is een keversoort uit de familie van de boktorren (Cerambycidae). De wetenschappelijke naam van de soort werd in 1880 als Udeterus elegans gepubliceerd door Charles Owen Waterhouse.